# Gare de Vitry-en-Artois
Ne doit pas être confondu avec Gare de Vitry-le-François ou Gare de Vitry-sur-Seine.
La gare de Vitry-en-Artois est une gare ferroviaire française de la ligne de Paris-Nord à Lille, située sur le territoire de la commune de Vitry-en-Artois, dans le département du Pas-de-Calais, en région Hauts-de-France.
Elle est mise en service en 1846 par la Compagnie des chemins de fer du Nord.
C'est une halte voyageurs de la Société nationale des chemins de fer français (SNCF), desservie par des trains TER Hauts-de-France.

## Situation ferroviaire
Établie à 50 mètres d'altitude, la gare de Vitry-en-Artois est située au point kilométrique (PK) 207,406 de la ligne de Paris-Nord à Lille, entre les gares de Biache-Saint-Vaast et de Brebières-Sud.

## Histoire
La « station de Vitry » est mise en service le 1er avril 1846 par la Compagnie des chemins de fer du Nord, lorsqu'elle ouvre la section d'Arras à la frontière de sa ligne de Paris à Lille et à la frontière belge. Elle dispose d'installations provisoires. Elle est établie à 231 kilomètres de Paris et dessert le bourg important de Vitry,.
En 1852, la station, classée 61e sur les 71 que comporte la ligne, a été utilisée par 5 900 voyageurs pour une recette s'élevant à 3 699 francs. Cette faible fréquentation ne permet pas à l'administration de l'État de faire pression sur la Compagnie pour qu'il y ait des arrêts de trains plus fréquents.
En 1883, on construit un bâtiment voyageurs, une lampisterie, des cabinets d'aisance, et on rallonge une marquise. En novembre 1885, une locomobile est mise en service pour mettre en mouvement la pompe d'alimentation.
Le 3 août 1886, un décret modifie le nom de la commune de Vitry (Pas-de-Calais) qui devient Vitry-en-Artois.
En 1908, la voie de garage de droite est allongée.
Lors de la Première Guerre mondiale, le village est bombardé dès le mois d'octobre 1914. Le 12 avril 1917, il est presque totalement détruit, seules cinq maisons étant « encore debout ». Les installations de la gare sont détruites, notamment le bâtiment voyageurs ; il est remplacé par un bâtiment provisoire en bois (voir photo).

La gare vers 1900 et en 1919
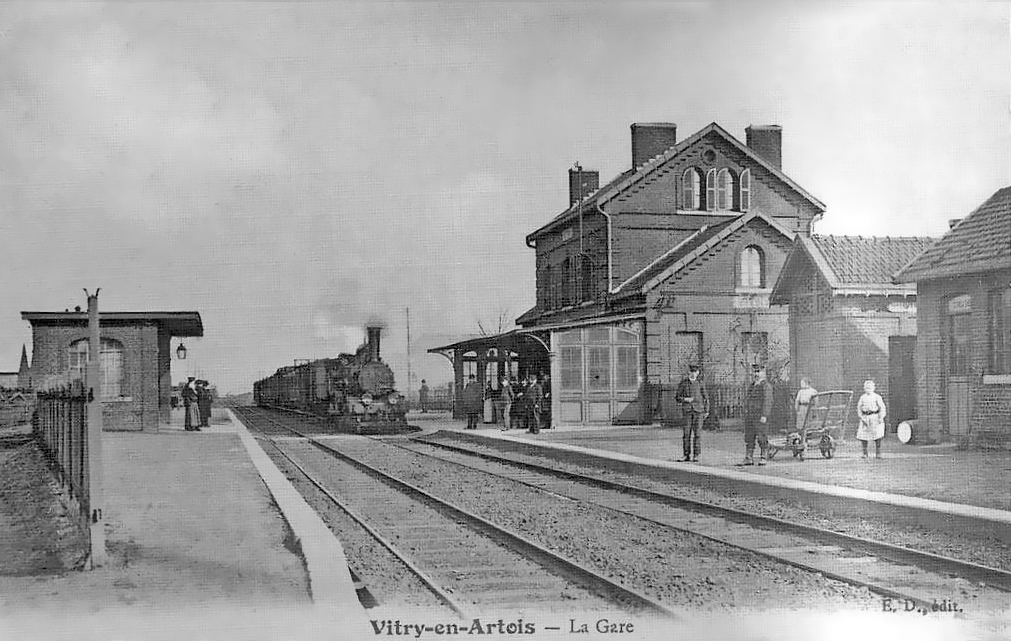
Bâtiment de 1883.
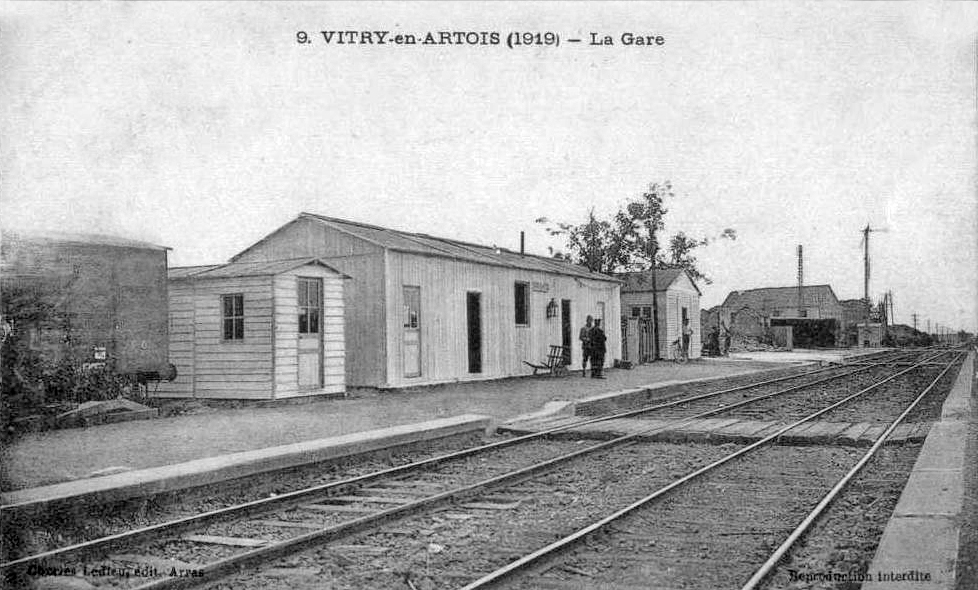
Bâtiment provisoire.

Un nouveau bâtiment voyageurs est reconstruit sans doute vers 1920, puis il est fermé à la fin du XXe siècle ou au début du XXIe siècle.
En 1930, le Conseil général adopte un vœu pour la reconstruction de l'abri voyageurs établi le long du quai détruit pendant la guerre. Cette demande a déjà été exprimée mais la Compagnie du Nord n'a pas daigné y répondre.
En septembre 2015, la municipalité annonce qu'un « hall d'attente » a été aménagé dans l'ancien bâtiment voyageurs rénové. Depuis le 1er octobre 2015, un volet automatique s'ouvre au passage du premier train desservant la gare le matin. L'utilisation de ce hall est gratuite, mais il faut se procurer, en mairie, un badge électronique pour ouvrir la porte. À cette fin, il est demandé le paiement d'une caution de 3,5 euros et de fournir un justificatif de domicile et un titre de transport pour permettre l'identification de l'utilisateur.

## Service des voyageurs

### Accueil
Halte SNCF, c'est un point d'arrêt non géré (PANG), à entrée libre. Elle est équipée d'un automate pour l'achat de titres de transport. Un hall d'attente est ouvert, dans l'ancien bâtiment voyageurs, aux personnes disposant du badge électronique gratuit (demande à faire en mairie).
La traversée des voies et le passage d'un quai à l'autre se font par le passage à niveau routier.

### Desserte
Vitry-en-Artois est desservie par des trains TER Hauts-de-France, qui effectuent des missions entre les gares de Douai et d'Arras.

### Intermodalité
Un parc de stationnement pour les véhicules est aménagé.

## Patrimoine ferroviaire
Le bâtiment voyageurs d’origine était un bâtiment standard Nord, avec un corps central de trois travées encadré par deux ailes symétriques d'une seule travée.
Un grand bâtiment voyageurs, du type Reconstruction, a été construit vers 1920 pour remplacer le bâtiment, détruit lors de la Première Guerre mondiale. Il possède une façade en briques et en parpaings[réf. nécessaire]. Le corps de logis est plus large que le reste du bâtiment.
L’aile basse, dévolue à l’accueil des voyageurs, possède huit travées tandis que le corps de logis à étage, de même largeur que l’aile, en possède deux. Les bandeaux décoratifs et arcs bombés surplombant portes et fenêtres sont réalisés en briques rouges et blanches.
Une marquise métallique est accolée à la façade, côté quais.
En juin 2014, la municipalité annonce que l'ancien bâtiment voyageurs (construit vers 1920), désaffecté du service ferroviaire, fait l'objet d'un marché public en vue de sa réhabilitation, avec création d'« une salle d'attente, d'une salle associative, d'une tisanerie, de bureaux, de sanitaires, de locaux techniques et de parkings ». Le bâtiment est rouvert pour ses nouvelles fonctions en septembre 2015.